# Partido Ortodoxo
El Partido del Pueblo Cubano (Ortodoxo) o Partido Ortodoxo fue un partido político cubano de ideología antiimperialista y nacionalista, fundado el 15 de mayo de 1947 por Eduardo Chibás. Fue, junto con el Partido Auténtico, uno de los dos partidos principales de Cuba antes de la Revolución cubana. En 1951, tras el suicidio de Eduardo Chibás, el liderazgo del partido quedó en manos de Emilio Ochoa y Raúl Chibás (hermano de Eduardo).

## Acción política
El Partido Ortodoxo era tradicionalmente opositor del Partido Auténtico, dirigido entonces por Carlos Prío Socarrás, ya que Chibás, se había separado de este mismo debido a la corrupción que denunciaba en sus dirigentes.

Tenía como lemas «Vergüenza contra dinero» y «Prometemos no robar» y como símbolo una escoba que barría todos los males de un Estado corrupto. Sostenía una ideología fundada en el antiimperialismo y la lucha contra la corrupción política. El programa del Partido Ortodoxo se basa sobre la diversificación de la producción agrícola, la supresión del latifundio, el desarrollo de la industria, la nacionalización de los servicios públicos, la lucha contra la corrupción y la justicia social. En un memorándum confidencial, los Estados Unidos analiza con preocupación el programa ortodoxo:
« En cuanto a la política interna, Chibás favorece la ‘cubanización’ de toda la actividad económica, para ‘emancipar a Cuba del imperialismo extranjero’; nacionalización gradual, basada en una compensación adecuada, de todos los sectores y empresas públicas de naturaleza monopolística; ‘libre mercado’ basado en controles estrictos de producción y exportación […]; distribución forzada de tierra de cultivo, impuestos a las propiedades no cultivadas, eliminación del sistema feudal y colonial, uso masivo de la maquinaría agrícola y el desarrollo de proyectos de irrigación y de cooperativas agrícolas. Chibás desarrollaría un sistema de seguridad social controlado por el gobierno que brindaría a los ciudadanos una protección adecuada frente a los riesgos económicos de la vejez, la enfermedad, el desempleo y el deceso, con una protección particular a las mujeres y los huérfanos. Establecería una estructura tributaria sobre una base clara, justa y científica ».
Hugo Mir Laurencio fue fundador del Partido del Pueblo Cubano (Ortodoxo) y primer presidente de la Juventud Ortodoxa en 1947. 
En 1951, cuando Chibás se suicidó, era un consenso generalizado que se trataba del político con más posibilidades de ganar las elecciones presidenciales que debían realizarse en abril de 1952. Muerto Chibás, todo parecía indicar que el candidato ortodoxo Roberto Agramonte sería el triunfador, pero elecciones fueron interrumpidas un mes antes debido al golpe de Estado que derrocó a Prío Socarrás, del Partido Auténtico, e impuso como dictador a Fulgencio Batista, el 10 de marzo de 1952.
El 2 de junio de 1953 el expresidente de Cuba, Carlos Prío Socarrás, presidente del Partido Auténtico, y Emilio Ochoa, presidente del Partido Ortodoxo, junto a líderes de otras tendencias, firmaron la Carta de Montreal o Pacto de Montreal estableciendo un programa político mínimo frente a Batista: restablecimiento de la Constitución cubana de 1940, convocatoria a elecciones libres sin Fulgencio Batista y formación de un gobierno provisional que ordenara el llamado a elecciones. El 26 de julio de 1953 una importante cantidad de miembros de la Juventud Ortodoxa, dirigidos por Fidel Castro, por entonces referente de los jóvenes ortodoxos, participaron del asalto al Cuartel Moncada.
En las elecciones presidenciales de Cuba de 1954 el partido ortodoxo llamó a la abstención y sus miembros sabotearon la campaña de Ramón Grau San Martín irrumpiendo sus actos de campaña con consignas revolucionarias. Para las elecciones generales de Cuba de 1958 el Partido Ortodoxo declaró que se no se presentaría "hasta que existiesen condiciones mínimas para el ejercicio de la verdadera democracia." Esta posición fue compartida por otros partidos y fuerzas opositoras.
El ala izquierda del PPC-O tuvo su mayor influencia en la Juventud Ortodoxa, el ala juvenil del partido. Un panfleto de la Juventud Ortodoxa de 1948 promovía una plataforma socialista democrática de inspiración marxista, pero también criticaba al Partido Socialista Popular, alineado con la Unión Soviética, que defendía el marxismo-leninismo.

## Miembros destacados
Otros miembros destacados del Partido Ortodoxo fueron: Fidel Castro, Luis Conte Agüero, Roberto Agramonte,  Jorge Mañach Fernando Ortiz Fernández, Vicentina Antuña, Juan Manuel Márquez Rodríguez, Haydée Santamaría, Huber Matos, Hugo Mir Laurencio, José Pardo Llada, Max Lesnik, Pepe Suárez, Manuel Dorta Duque, Pastor Albear, Carlos Israel Cabrera Rodríguez, José Smith Comas, Tomás David Royo Valdéz, Cándido González Morales, Miguel Saavedra Pérez, Ñico López, René Bedia Morales, Eduardo Reyes Canto, René Orestes Reiné García, Noelio Capote Figueroa,  Andrés Luján Vázquez ("Chibás"), Armando Mestre Martínez, Manuel F. Gran, entre otros.